# ММЮННА ТУГА
ММЮННА ТУГА — львівська жіноча літературна група 1990-х років. Заснована 1990 року студентками філологічного факультету Львівського університету. До складу групи входили Мар'яна Савка, Маріанна Кіяновська, Юлія Міщенко, Наталка Сняданко, Наталя Томків, Анна Середа. Назва утворена від перших літер імен учасниць (Мар'яна, Маріанна, Юлія, Наталка, Наталя, Анна) і абревіатури ТУГА (Товариство усамітнених графоманок). Мар'яна Савка, Маріанна Кіяновська та Наталка Сняданко згодом стали відомими самостійними авторками, Юлія Міщенко стала солісткою гурту Таліта Кум, Наталя Томків стала монахинею, а Анна Середа закінчила Академію мистецтв у Львові і стала художницею та поетесою.